# Omaloplia mutilata
Omaloplia mutilata är en skalbaggsart som beskrevs av Leon Fairmaire 1892. Omaloplia mutilata ingår i släktet Omaloplia och familjen Melolonthidae. Inga underarter finns listade i Catalogue of Life.